# 메이컨 우피
| 메이컨 우피   | |
| 콘퍼런스      | 남부 콘퍼런스 (2001년~2002년) |
| 디비전        | 사우스이스트 디비전 (2001년~2002년) |
| 설립연도      | 2001년 |
| 해체연도      | 2002년 |
| 역사          | 내슈빌 사우스 스타스 (1981년~1983년) 버지니아 랜서즈 (1983년~1990년) 로어노크 밸리 레벨스 (1990년~1992년) 로어노크 밸리 램페이지 (1992년~1993년) 헌츠빌 블래스트 (1993년~1994년) 탤러해시 타이거 샤크스 (1994년~2001년) 메이컨 우피 (2001년~2002년) 렉싱턴 맨오워 (2002년~2003년) 유타 그리즐리스 (2005년~현재) |
| 경기장        | 메이컨 콜리시엄 |
| 연고지        | 조지아주 메이컨 |
| 상징색        | 하양, 빌리어드 그린, 빨강 |
| 구단주        | |
| 단장          | |
| 감독          | |
| NHL 제휴      | |
| AHL 제휴      | |
| 정규시즌 우승 | |
| 콘퍼런스 우승 | |
| 디비전 우승   | |
| 켈리 컵       | |
| 영구 결번     | |

메이컨 우피(Macon Whoopee)는 미국 조지아주 메이컨을 연고지로 하는 2001년부터 2002년까지 ECHL 소속되었던 아이스 하키팀이다.
2002년 연고지를 켄터키주 렉싱턴 (렉싱턴 맨오워)로 이전했다.

## 역대 홈경기장
| 경기장          | 사용기간      | 수용인원 | 장소            | 비고 |
| --------------- | ------------- | -------- | --------------- | ---- |
| 메이컨 우피     |               |          |                 |      |
| 메이컨 콜리시엄 | 2001년~2002년 | 7,182명  | 조지아주 메이컨 | 빈칸 |